# Alternativengipfel
Der Alternativengipfel (spanisch: Enlazando Alternativas, übersetzt: „Alternativen verknüpfen“) mit dem Untertitel „Lateinamerika-Karibik und Europa“ fand vom 10. bis 14. Mai 2006 in Wien (Österreich) statt. Tagungsort war die Stadthalle, die mehreren tausend Teilnehmern Platz bot.
Die Konferenz verstand sich offiziell nicht als „Gegengipfel“, sondern als thematische Ergänzung zum EU-Lateinamerika-Gipfel der Staats- und Regierungschefs (12. Mai), wurde jedoch von vielen Medien zu einem solchen stilisiert. In bedeutendem Maße trug dazu der venezolanische Präsident Chávez bei, der bei einer Veranstaltung am 13. Mai eine Kampfrede gegen den US-Imperialismus hielt.
Die dem Alternativengipfel vorausgehende und folgende Basisarbeit verschiedener EU-LAC-Projekte wird unter anderem in einer Sondernummer der Wiener Tageszeitung Kurier (28. April 2006) und einer ausführlichen Arbeitsunterlage der österreichischen Bischofskonferenz dargestellt, an denen die südamerikanische Kirche und Entwicklungshelfer mitwirkten.

## Veranstalter und Thematik
Die Tagung wurde von zahlreichen NGOs und sozialen Organisationen der Entwicklungszusammenarbeit zwischen Europa, Mittel- und Südamerika veranstaltet. Unter den stark vertretenen christlichen Organisationen waren die Missio und die österreichische Dreikönigsaktion führend, während die linken Gruppierungen ebenfalls zahlreich, aber uneinheitlicher tätig waren.
Die Konferenz befasste sich vor allem mit den Möglichkeiten einer menschlicheren Entwicklung des Subkontinents. Zum sozialen und wirtschaftlichen Hintergrund Lateinamerikas hatten Österreichs Bischöfe im März eine Studie herausgegeben (siehe 3. Weblink). Die Teilnehmer kamen überwiegend aus der Zivilgesellschaft beider Regionen.
Der direkte Anlass des Kongresses – dessen Initiativen weitergeführt werden – war eine thematische Ergänzung zum Wiener EU-Lateinamerika-Gipfel der EU, der am 12. Mai 2006 begann. Mehrere der Staatschefs nahmen auch an Veranstaltungen des Alternativengipfels teil – u. a. der neue bolivianische Präsident Evo Morales und europäische Politiker. Auch zahlreiche Bischöfe und Leiter von Entwicklungshilfe-Projekten waren unter den etwa 3.000 Teilnehmern.
Die Kongressgebühren der europäischen Teilnehmer (€ 5,- pro Tag) wurden teilweise für die Subvention der lateinamerikanischen Teilnehmer verwendet (unter denen sich auch Landlose und Favela-Bewohner befanden), teilweise kommen sie den laufenden Entwicklungsprojekten zugute.

## Politisches und Kulturelles
In thematischer Abstimmung zu den beiden Gipfelkonferenzen lief von Ende April bis Anfang Juni 2006 die lateinamerikanische Kulturinitiative Onda Latina. Unter anderem brachte sie Veranstaltungen zu Literatur, Tanz und der boomenden Mestizo-Rockmusik.
Im Gegensatz zu sonstigen Alternativgipfeln von Globalisierungskritikern waren in Wien seitens der Veranstalter keine Demonstrationen vorgesehen, und auch die Konferenz selbst verlief völlig friedlich, wenngleich politisch durchaus gegensätzlich – unter anderem zwischen den christlichen und einigen linken Gruppierungen. Bei einer Abschlussveranstaltung am 13. Mai waren die Staatspräsidenten Evo Morales (Bolivien) und Hugo Chávez (Venezuela) die prominentesten, allerdings auch polarisierenden Gastredner.
Letzterer zog über 2 Stunden gegen das „neoliberale und imperialistische Imperium“ der USA zu Felde, das jedoch beim Ansturm der jungen Linken und ihrer Liebe zu den Armen letztlich zum „Papiertiger“ würde. Das Ambiente beflügelte ihn lt. ORF (4. Weblink) zusätzlich: „Der Frühling, der Vollmond und die Donau in Wien sind dazu angetan, sich zu verlieben.“
In Fragen der Wirtschafts- und Sozialpolitik vertraten die meisten NGOs bzw. die Teilnehmer an den Arbeitsgruppen und Diskussionen eine Politik der integrativen Solidarität. Davon etwas abweichend agierte eine Demonstration von 13 linken Gruppen zum Thema „Solidarität mit den sozialen Bewegungen Lateinamerikas“, blieb jedoch friedlich. Die etwa 2.500 Teilnehmer kampierten anschließend (Samstag nachmittags) im Park neben der Stadthalle, um den Rednern des Alternativengipfels zuzuhören.